# Bolostromoides summorum
Bolostromoides summorum is een spinnensoort uit de familie Cyrtaucheniidae. De soort komt voor in Venezuela.